# Liste der Biografien/Eir
Liste der Biografien |
Portal Biografien |
Personensuche
# |
A |
B |
C |
D |
E |
F |
G |
H |
I |
J |
K |
L |
M |
N |
O |
P |
Q |
R |
S |
T |
U |
V |
W |
X |
Y |
Z |
?
 
Ea |
Eb |
Ec |
Ed |
Ee |
Ef |
Eg |
Eh |
Ei |
Ej |
Ek |
El |
Em |
En |
Eo |
Ep |
Eq |
Er |
Es |
Et |
Eu |
Ev |
Ew |
Ex |
Ey |
Ez
 
Eia |
Eib |
Eic |
Eid |
Eie |
Eif |
Eig |
Eih |
Eij |
Eik |
Eil |
Eim |
Ein |
Eip |
Eir |
Eis |
Eit |
Eiv |
Eix |
Eiy |
Eiz
Die Liste der Biografien führt alle Personen auf, die in der deutschsprachigen Wikipedia einen Artikel haben. Dieses ist eine Teilliste mit 16 Einträgen von Personen, deren Namen mit den Buchstaben „Eir“ beginnt.

## Eir
- Eir Hlésdóttir (* 2007), isländische Sprinterin

### Eira
- Eira, Berit Oskal (1951–2021), norwegisch-samische Politikerin
- Eira, Inga Ravna (* 1948), samisch-norwegische Schriftstellerin, Übersetzerin und Lyrikerin
- Eira, Sandra Andersen (* 1986), samisch-norwegische PolitikerinSandra Andersen Eira (* 1986)

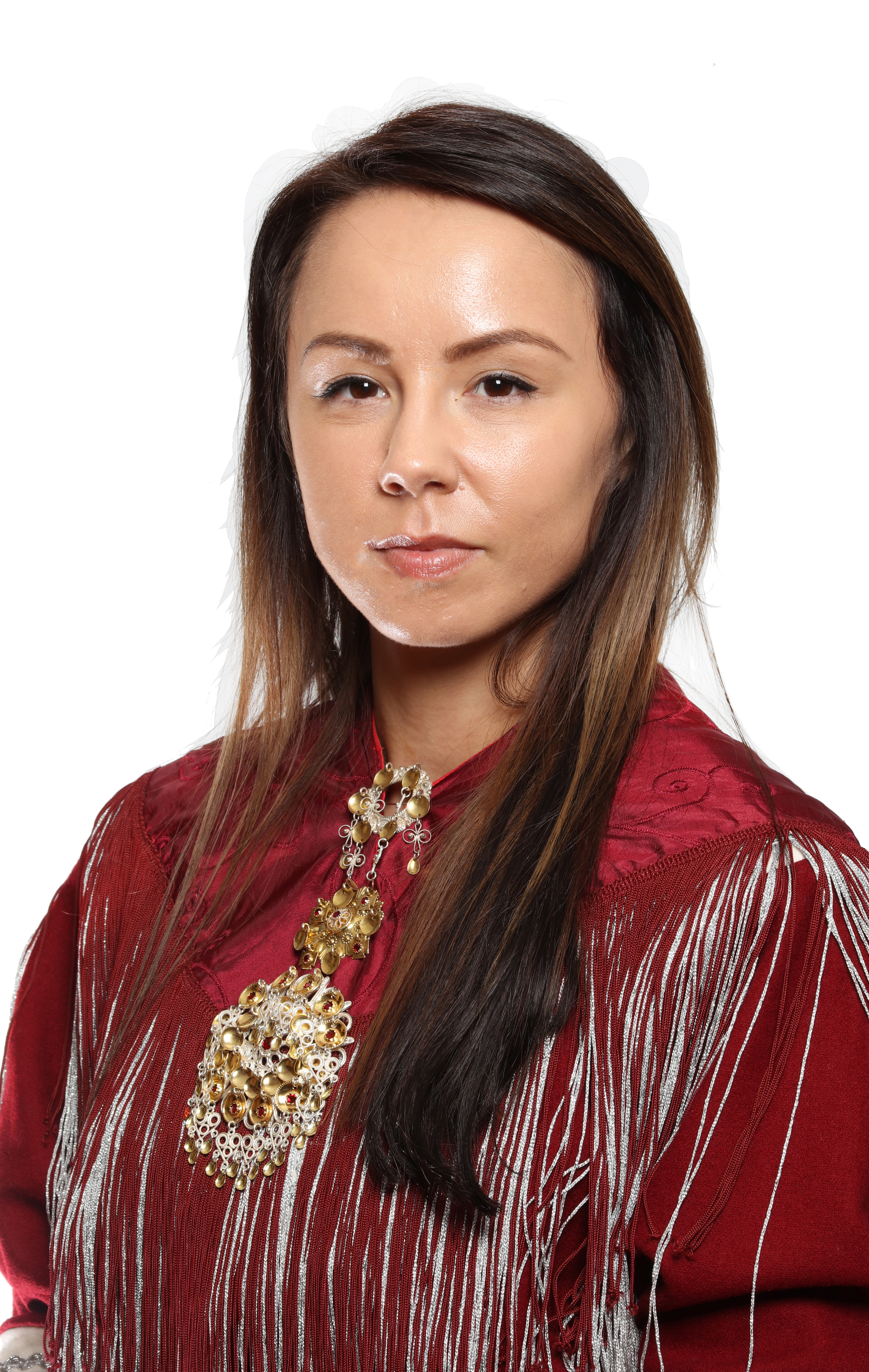
Sandra Andersen Eira (* 1986)

- Eira, Stefanie da (* 1992), schweizerisch-portugiesische Fussballspielerin
- Eirainer, Isidor (1900–1976), deutscher Landwirt und Mitglied des Bayerischen Senats
- Eiraku, Hozen (1795–1854), japanischer Töpfer
- Eiraldi, Alberto (* 1991), uruguayischer Fußballspieler

### Eire
- Eirene, antike griechische Malerin
- Eirene, Konkubine Ptolemaios’ VIII.
- Eirene, Tochter des Ptolemaios I. und der Thais
- Eirenschmalz, Franz (1901–1995), deutscher Architekt, Bauleiter, SS-Führer und Verurteilter der Nürnberger Prozesse

### Eiri
- Eirik Ivarsson († 1213), norwegischer Geistlicher, Erzbischof von Nidaros
- Eiríkur Bergmann (* 1969), isländischer Politikwissenschaftler und Romanautor
- Eiríkur Hauksson (* 1959), isländischer Sänger
- Eirinis, Eirini d’ (* 1630), Pionier des Bergbaus in der Schweiz